# Har Jiftach'el
Har Jiftach'el (hebrejsky: הר יפתחאל) je vrch o nadmořské výšce 225 metrů v severním Izraeli, v Dolní Galileji.
Leží cca 9 kilometrů severozápadně od centra města Nazaret. Má podobu zalesněného návrší, jehož vrcholové partie pokrývá z velké části zástavba vesnice Alon ha-Galil. Na východní straně terén prudce spadá do kaňonu vádí Nachal Jiftach'el nedaleko jeho výtoku z údolí Bejt Netofa. V této soutěsce se nachází archeologická lokalita Churvat Jiftach'el (חורבת יפתחאל) se sídelní tradicí sahající od doby bronzové až do byzantského období. Zároveň tu je pramen Ejn Jiftach'el (עין יפתחאל) s kapacitou téměř 200 metrů kubických za hodinu. Vádí Nachal Jiftach'el pak na jihovýchodním úpatí hory ústí do vádí Nachal Cipori, jež poté obtéká vrch z jižní strany. Na severní straně horu přetíná trasa dálnice číslo 79 a za ní pak začíná město Bir al-Maksur.